# Schizosmittina lizzya
Schizosmittina lizzya är en mossdjursart som beskrevs av Florence, Hayward och Gibbons 2007. Schizosmittina lizzya ingår i släktet Schizosmittina och familjen Bitectiporidae. Inga underarter finns listade i Catalogue of Life.